# Municipio de Snow Hill (Carolina del Norte)
El municipio de Snow Hill (en inglés: Snow Hill Township) es un municipio ubicado en el  condado de Greene en el estado estadounidense de Carolina del Norte. En el año 2010 tenía una población de 2.901 habitantes.

## Geografía
El municipio de Snow Hill se encuentra ubicado en las coordenadas 35°27′19.58″N 77°41′29.91″O / 35.4554389, -77.6916417.